# 平陵城站
平陵城站是一个胶济线上的铁路车站，位于山东省章丘市龙山镇，建于1904年，目前为四等站，归中国铁路济南局集团管理，邮政编码为250216。目前客运：办理旅客乘降；行李、包裹托运；货运：仅办理专用线、专用铁道整车货物发到。